# Quartier Doulon - Bottière
Le quartier Doulon - Bottière est un des onze quartiers de Nantes.

## Description
Ce quartier est délimité :
- à l'ouest, par les « boulevards de ceinture » (boulevard de Doulon et boulevard de Seattle ;
- au nord, par le boulevard Jules-Verne et la route de Paris jusqu'à l'Aubinière ;
- à l'est, par la commune de Sainte-Luce-sur-Loire (marqué notamment par le ruisseau de l'Aubinière) ;
- au sud, par la Loire.

## Dénomination
Les deux premiers vocables font référence à deux composantes importantes du quartier : la cité HLM de la Bottière, l'une des plus importantes de Nantes, et l'ancienne commune de Doulon dont l'essentiel du territoire couvrait l'actuel quartier.

## Les micro-quartiers
Selon l'Insee, il est constitué de 12 micro-quartiers.

### Le Bois-Briand
Faisant référence au château de Bois-Briand, cette partie regroupe les habitats situés au-delà du boulevard périphérique.

### La Bottière
La Bottière est l'une des plus grandes cités HLM de Nantes.

### Mairie de Doulon
Ce micro-quartier englobe les habitats situés autour de mairie de l'ancienne commune de Doulon, devenue depuis mairie annexe, entre le boulevard de Doulon et le parc du Grand-Blottereau. 

### Haluchère-Perray
Cette zone résidentielle regroupant habitats HLM et pavillonnaires autour du centre commercial E.Leclerc Paridis.

### Jules Verne
Ce micro-quartier regroupe un grand ensemble immobilier bordant le Boulevard Jules-Verne, au sud de la rue du Croissant.

### Le Landreau
Ce quartier regroupe un habitat pavillonnaire établi sur d'anciens terrains dépendant autrefois du domaine du château de la Colinière entre la route de Sainte-Luce et la rue du Landreau. Depuis, le château a laissé la place au Lycée La Colinière.

### Les Mauves
Cette partie, longeant la Loire, est constituée d'une portion de la prairie de Mauves et est peu peuplée.

### Pilotière
Il regroupe un habitat pavillonnaire situé le long du boulevard Jules-Verne, entre la rue du Croissant et la route de Paris.

### Pin sec
Cette cité HLM est immédiatement voisine de celle de la Bottière.

### Boulevard des Poilus
Comme son nom l'indique, elle regroupe les habitats bordant le boulevard des Poilus.

### Route de Sainte-Luce
Il regroupe une zone essentiellement pavillonnaire bordant le sud de la route de Sainte-Luce au-delà de l'écoquartier Bottière - Chénaie. 

### Le Vieux Doulon
Ce micro-quartier s'est développé autour de la place du Vieux-Doulon, évoque le bourg, ancien centre névralgique de la commune de Doulon.

## Démographie
Le quartier Doulon - Bottière compte près de 30 000 habitants, et est le quatrième quartier le plus peuplé de Nantes. C'est un quartier relativement jeune, puisque plus du quart de sa population a moins de 20 ans, tandis les personnes âgées sont peu présentes. Cependant, la moitié des habitants a plus de 35 ans et les 50-74 sont assez bien représentés. Enfin, il existe un déficit de la population estudiantine relativement marqué, dû en partie à sa situation géographique.

## Administration
Le quartier compte actuellement deux mairies annexes :
- Doulon située boulevard Louis-Millet, il s'agit en réalité de l'hôtel de ville de l'ancienne commune de Doulon inauguré en 1900, huit ans avant l'annexion de cette commune à la ville de Nantes. Avec la mairie centrale et la mairie annexe de Chantenay, elle est la seule à pouvoir enregistrer des actes d'état-civil (déclarations de naissances, décès et reconnaissances si l'événement a lieu sur le quartier), et célébrer les mariages si l'un des futurs époux est domicilié sur le quartier[3] ;
- Bottière située au no 69, rue de la Bottière dans le quartier homonyme[4].

## Principaux sites et monuments

### Édifices
- Château de Bois-Briand
- Château du Grand-Blottereau

### Monuments religieux
- Église Notre-Dame-de-Toutes-Aides

### Cimetières
- Cimetière du Vieux-Doulon
- Cimetière Toutes-Aides

### Enseignement
- Lycée Notre-Dame-de-Toutes-Aides
- Lycée La Colinière
- Lycée professionnel agricole le Grand Blottereau

### Équipements sportifs, culturels et de loisirs
- Clinique Jules-Verne
- Médiathèque Floresca-Guépin
- Piscine Jules-Verne

### Espaces verts
- Jardin des Collines
- Jardin des Maraîchers
- Parc Bottière-Chénaie
- Parc de Broussais
- Parc du Croissant
- Parc du Grand-Blottereau
- Square Augustin-Fresnel